# Kurt Röthlisberger
Kurt Röthlisberger (* 21. Mai 1951) ist ein ehemaliger Schweizer Fussballschiedsrichter und Bezirksschullehrer aus Suhr.
Von 1990 bis 1994 wurde er fünfmal in Folge als Schweizer „Schiedsrichter des Jahres“ ausgezeichnet. 1993 leitete er den Champions-League-Final. 

## Einsätze
- Nationalliga A
- Bundesliga: 5 Einsätze (1982–1989)
- UEFA Super Cup: 1 Einsatz (1993)
- UEFA Champions League: 1 Einsatz (1992/93)
- Europameisterschaft 1992: 1 Einsatz (Schottland – GUS)
- Weltmeisterschaften 1990: 3 Einsätze (USA – CSSR, England – Ägypten, Jugoslawien – Argentinien)
- Weltmeisterschaften 1994: 2 Einsätze (Mexiko – Irland, Deutschland – Belgien)[2]

## Sperrung
Kurt Röthlisberger wurde von der UEFA des Bestechungsversuchs im Zusammenhang mit der Champions-League-Partie Grasshoppers – AJ Auxerre vom 30. Oktober 1996 für schuldig befunden und lebenslang gesperrt. Röthlisberger soll Grasshoppers-Manager Erich Vogel in dessen Büro aufgesucht und die Frage gestellt haben, ob der Klub daran interessiert sei, dass der Schiedsrichter des Spiels „zumindest nicht gegen den Grasshopper-Club“ entscheiden würde. Als „finanzielle Entschädigung“ sei laut UEFA von 100 000 Franken die Rede gewesen. Bestechungsvorwürfe gab es auch bei den Länderspielpartien Schweiz – Norwegen am 10. November 1996 und Türkei – Schweiz im Dezember 1994. Äusserungen im Zusammenhang mit angeblichen Schiedsrichter-Bestechungen brachten ihn auch später wiederholt in die Bredouille.

## Weitere Tätigkeiten
Später war Röthlisberger Initiator der Aargauer Sektion des Heimfahr-Dienstes Nez Rouge und 23 Jahre Aargauer Sektionspräsident. Er war Geschäftsführer der Stiftung Aarau eusi gsund Stadt, welche die Trägerorganisation von Nez Rouge Aargau war. Die Stiftung sprach gegen ihn einen Verweis aus, weil er Personendaten von freiwilligen Fahrern nutzte, um an Tickets für die Europameisterschaft 2008 zu kommen. Er blieb Geschäftsführer. 1995 kandidierte er für die SVP für den Nationalrat.